# 克莱曼特 (亚历山大城)

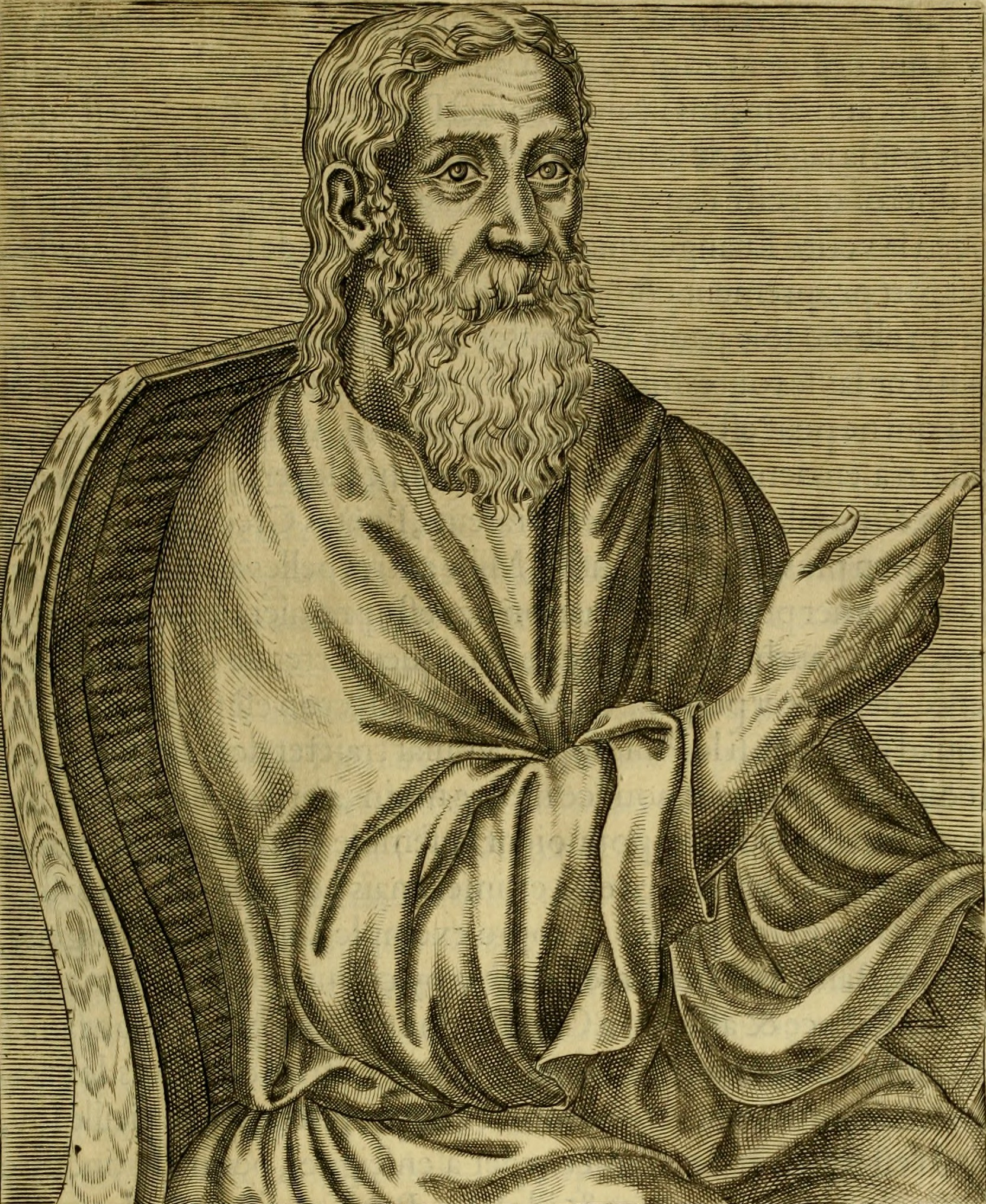
亚历山大城的聖革利免

提圖斯·弗拉維烏斯·革利免（拉丁語：Titus Flavius Clemens；150年—約215年）是基督教神學家，基督教早期教父，亞歷山大學派的代表人物。為了跟同名的教宗克肋孟一世（即羅馬的聖革利免）區分，而常被稱為亚历山大城的聖革利免。
潘代諾的門生，他繼承了潘氏的聖道學校。他出生於富有希臘哲學思想的雅典城，雖然是出生在非正统的基督信仰下，但卻於180年到亞歷山大城定居，此時革利免才開始接觸基督教並與潘代諾所主持的聖道學院建立關係。
他曾經被早期基督宗教廣泛尊奉為聖人，但在1586年，根據樞機巴羅尼烏斯的建議，被天主教會教宗西斯都五世從羅馬殉道者名錄中除名，拉丁禮天主教會已不再敬禮他，而東正教會於10世紀正式停止了對他的任何敬禮。但東儀天主教會、東方正統教會與聖公宗仍然視他為聖人。

## 生平
革利免出生於西元第二世紀，位於地中海充滿古希臘哲學思想的雅典城，革利免從小研習於希臘哲學思想，耳濡目染伯拉圖與斯多亞主義的學派，這樣的環境造就了喜愛思考的意識，也因為有這樣的基礎，他在信仰基督之後將基督教信仰融合希臘哲學思想，也因為在亞歷山大不受到當時古大公教會對哲學的批判，所以哲學思想成為基督教的思想工具。200年為信仰被放逐到該撒利亞，215年殉道。俄利根的好友亞歷山大曾寫信給俄利根說到：「我們知道這些蒙福的先祖。他們在我們之前所走過的道路，也是我們所當走的。潘代諾是真正蒙福的人，是我的尊教。而聖潔仁慈的革利免，也是我的主、我的恩師。在所有蒙福的先祖當中，他們使我們更認識我們的主，那超越眾弟兄者。」

## 亞歷山太學派
在亞歷山太的環境底下不受大公教會的逼迫，所以革利免的洛各思思想在此地相當的興盛，而代表人物就是亞歷山太的革利免，同時他又是教會長老，繼承了潘氏的聖道學校，所以成為當時基督教在教會與學術間的聯繫的重要人物。
學術方面革利免可以稱為博學多聞的希臘哲學思想家，他用了正統基督教不敢用的哲學方式來解釋基督教信仰，他論到說基督是那智慧的來源，也就是人類一切的心智道德源頭，他說到：「我們的訓導者，乃是聖潔的上帝、耶穌、道，祂是全人類的導師，是一切真正的源頭。」因此他的思想遠遠超過游斯丁。
希臘人開啟了哲學思想的大門而律法在希伯來人是重要的生活標準，因著這樣的文化背景而生活著，那麼這樣的思想可以說為要吸引人更認識基督。對革利免來說他的思想可以說是充滿著洛各思的知識，並不關心於基督在世所關心世人的一切。
革利免把洛各思的神學發展得更加成熟，這種神學觀始於使徒約翰講論道的觀念，而革利免將基督教道的思想闡釋基督信仰。
革利免認為聖經可能包含
1. 歷史意義：就是把舊約聖經的故事，當作是歷史上的實際事件。
2. 教義意義：就是聖經中明顯的道德、宗教、和神學教訓。
3. 預言意義：包括預告性的預言和預表。
4. 哲學的意義：就是按照希臘斯多亞派（Stoics）所看的宇宙和精神的意義。
5. 奧秘意義：事件或人物所象徵的更深一層之道德的、靈性的、宗教的真理。[1]

直到二世紀末，基督教會還未採納寓意解釋。潘代諾是亞歷山太派的教師，他是一位採納寓意解釋法的人，亞歷山太的革利免及俄利根，自然深受其寓意解經影響。在聖經的寓意解釋上，偏重把舊約當作各種神諭的神秘全集，所有的事都指向基督。

## 著作

全集，1715年

著有《異教徒的勸勉》、《導師基督》、《雜記》等。
- 《異教徒的勸勉》是撰寫給希臘人的勸告，期望他們歸信基督。
- 《導師基督》是針對討論基督生平言行的論述作品。
- 《雜記》是自己對基督宗教與在神學信仰上的隨手記錄。
- 《什么富人可以得救》。
- 《对新皈依者发表的讲话》是給新入教的人。
- 《教会教规》、《对犹太基督徒的讲话》。
- 還有一本書是關於逾越節，並且也有關於禁食和毀謗的辯論，勸告他們需要忍耐。

### 詩歌
這是亞歷山太的革利免的詩歌作品，收集於頌主新歌，第177首。歌詞在下，旋律已不可考。
- 歌名：良善牧人。[2]
- 歌詞：亞歷山太的革利免, c. 160-215
- 1.孩童良善牧人，求領我眾歸真，遠避邪行；
  - 基督得勝君王，我們讚美祢聖名，請聽我眾孩童頌祢宏恩。
- 2.懇求聖潔牧人，得勝一切大君，醫治子民；
  - 祢願自己卑微，拯救世上萬靈，離開罪惡憂驚，賞賜生命。
- 3.人類至大祭司，祢已預備愛筵，廣施哀憐；
  - 罪人沉淪受苦，就主必蒙恩典，主必自彼高天，將他救援。
- 4.求主近我身旁，作我善牧榜樣，安慰、竿杖；
  - 聖子耶穌基督，藉祢穩固聖言，引我隨祢向前，信心加添。

Shepherd of Tender Youth
- Words:Clement of Alexandria, c. 160-215
- 1.Shepherd of tender youth, guiding in love and truth.
  - Through devious ways; Christ our triumphant King,
  - We come Thy Name to sing and here our children bring.
  - To join Thy praise.
- 2.Thou art our holy Lord, O all subduing Word,
  - Healer of strife. Thou didst Thyself abase.
  - That from sin’s deep disgrace.Thou mightest save our race.
  - And give us life.
- 3.Thou art the great High Priest;Thou hast prepared the feast.Of holy love;
  - and in our mortal pain,None calls on Thee in vain;
  - Help Thou dost not disdain,Help from above.
- 4.Ever be Thou our guide, our shepherd and our pride,
  - Our staff and song; Jesus, Thou Christ of God,
  - By Thine enduring Word lead us where Thou hast trod,
  - Make our faith strong.
- 5.So now, and till we die, sound we Thy praises high.
  - And joyful sing; infants and the glad throng.
  - Who to Thy church belong,unite to swell the song.
  - To Christ, our King.

## 延伸閱讀
- 比爾·奧斯丁。《基督教發展史》。馬傑偉、許建人譯（香港：種子出版社有限公司，2002）。
- 羅金聲。《東方教會史》。（香港：香港聖書公會）。
- 華爾克。《基督教會史》。謝受靈譯（香港：基督教文藝出版社，2005）。
- John McMannners。（牛津基督教史）。張景龍等譯（貴州：牛津大學出版社，1996)。
- 陶理著。《基督教二千年史》。李伯明、林牧野譯。（香港：海天書樓，1997）。
- 黃彼得。《認識基督教史略》。（香港，金燈臺出版社，2005）。